# Kanton Le Luc
Kanton Le Luc (fr. Canton du Luc) je francouzský kanton v departementu Var v regionu Provence-Alpes-Côte d'Azur. Tvoří ho čtyři obce.

## Obce kantonu
- Le Cannet-des-Maures
- Le Luc
- Les Mayons
- Vidauban